# Budacski vára
Budacski vára (horvátul: Stari grad Budački), várhely Horvátországban, a Károlyvárostól délre fekvő Donji Budački település területén.

## Fekvése
A falu központi részén, a mai Szent Péter Pál monostortemplom közvetlen közelében állt.

## Története
A Budacski család a 15. század végén települt a Lika vármegyei Budak vidékéről a Kulpa mentére. Budacski vára a 16. század elején került a birtokukba. A vár abban az időben a vidék egyik legjövedelmezőbb uradalmával rendelkezett, a sorozatos török támadások következtében azonban fokozatosan elnéptelenedett. A katonai határőrvidék hadereje többször kelt harcra a területre betört fosztogató ellenséggel. Egy ilyen csata során esett Ferhat boszniai pasa fogságába 1575. szeptember 22-én Budacski vára alatt a határőrvidék császári parancsnoka Herbert Auersperg generális. 1578. január 11-én magát a várat is nyolcszáz török gyalogos rohamozta meg. 1585-ben a török felgyújtotta a vár alatti településeket, de Budacski György még évekig sikeresen védelmezte a várat. 1596-ban már maga a vár is török kézre került, amit kilencven évi török uralom követett. Budacski várát 1686-ban foglalta vissza gróf Strassaldo károlyvárosi várparancsnok serege. Ezután teljesen felújították, és határvidéki katonaságot helyeztek el benne.

## A vár mai állapota
Budacski várából mára szinte semmi sem maradt, mivel 1845-ben az alapokig lebontották. Az első katonai felmérés térképe a 18. század elején épített Szent Péter Pál monostortemplom közvetlen közelében ábrázolja. Csekély maradványai a Rijeka-patak (korábban Koranica, vagy Tropinčica volt a neve) közelében emelkedő alacsony dombon találhatók meg. Egy 1609-ből fennmaradt rajz szerint várnak négyszögletes alaprajza volt. A négyszögletes lakótornyot övező falat két kisebb, egy nagyobb félköríves, valamint egy négyzetes torony erősítette. A lakótorony földszintjén istállók voltak, az első emeleten lakószobák voltak a konyhával és élelmiszer raktárral. A második emeleten volt a várkapitány lakása.